# Martin Franzen
Martin Franzen (* 1961 in Karlsruhe) ist ein deutscher Jurist und Hochschullehrer an der Ludwig-Maximilians-Universität München.

## Leben
Franzen begann 1983 das Studium der Rechtswissenschaften, der Politikwissenschaften, der Geschichte und der Volkswirtschaftslehre an der Universität Heidelberg. 1985 wechselte er nach Berlin, wo er 1988 sein Erstes Juristisches Staatsexamen ablegte. Nach dem anschließenden Referendariat und dem Zweiten Staatsexamen 1991 arbeitete er als wissenschaftlicher Mitarbeiter von Dieter Heckelmann an der Freien Universität Berlin. Dort promovierte er 1993 zum Dr. jur. 1999 folgte die Habilitation. Damit war die Verleihung der venia legendi für die Fächer Bürgerliches Recht, Arbeitsrecht, Europarecht und Internationales Privatrecht verbunden.
Vom Wintersemester 1999/2000 an hatte Franzen seinen ersten ordentlichen Lehrstuhl inne. An der Universität Konstanz war er der Inhaber des Lehrstuhls für Bürgerliches Recht und Arbeitsrecht. 2004 wechselte er an die Universität München auf den Lehrstuhl für deutsches, europäisches, internationales Arbeitsrecht und Bürgerliches Recht, den er seitdem innehat. Zwischen 2015 und 2017 war er Dekan der juristischen Fakultät der Universität München, seitdem ist er Prodekan. 

## Werke (Auswahl) und Herausgeberschaften
- Der Betriebsinhaberwechsel nach § 613a BGB im internationalen Arbeitsrecht. C.F. Müller, Heidelberg 1994, ISBN 978-3-8114-2694-8. (Dissertation)
- Privatrechtsangleichung durch die Europäische Gemeinschaft. De Gruyter, Berlin 1999, ISBN 978-3-11-016566-1. (Habilitationsschrift)
- Martin Franzen, Christian Waldhoff & Gregor Thüsing: Arbeitskampf in der Daseinsvorsorge - Vorschläge zur gesetzlichen Regelung von Streik und Aussperrung in Unternehmen der Daseinsvorsorge. Mohr Siebeck, Tübingen 2012, ISBN 978-3-16-152215-4.